# Algemene verkiezingen in Liberia (1889)

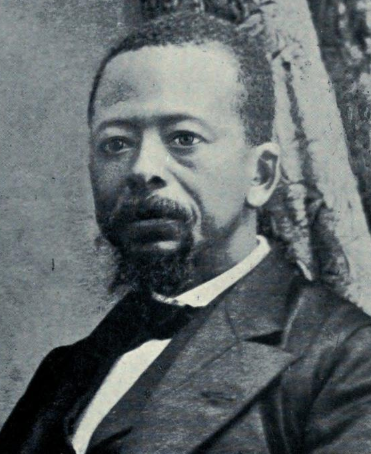
President Hilary R.W. Johnson.

De algemene verkiezingen in Liberia van 1889 werden in mei van dat jaar gehouden en gewonnen door zittend president Hilary R.W. Johnson van de True Whig Party. Na zijn verkiezing werd Johnson geïnaugureerd voor een vierde termijn. Data, zoals opkomstcijfers en het aantal uitgebrachte stemmen ontbreken.

## Bron
- (en)  African Elections Database: 1889 Liberia Presidential Election